# クリストファー・ホグウッド
クリストファー・ジャーヴィス・ハーレイ・ホグウッド（Christopher Jarvis Haley Hogwood, 1941年9月10日 - 2014年9月24日）は、イギリスの指揮者・鍵盤楽器奏者（チェンバロ・オルガン）・音楽学者。

## 経歴
ノッティンガム出身。ケンブリッジ大学ペンブローク校にて最初に古典学を学んだ後、専攻を音楽に変えた。当時同大学で教鞭を取っていた、レイモンド・レッパードとサーストン・ダートらに師事。ブリティッシュ・カウンシルの奨学金を得てプラハに留学、カレル大学で研究を行い、ラファエル・プヤーナやグスタフ・レオンハルトらにチェンバロ演奏を学ぶ。
1967年にデイヴィッド・マンロウとロンドン古楽コンソートを創設し、同コンソートのメンバーとして活躍。またネヴィル・マリナー率いるアカデミー室内管弦楽団のチェンバロ奏者を務めたほか、同楽団のため楽譜の編集、校訂も行った。1976年にマンロウの突然の死でロンドン古楽コンソートは解散。その3年前、1973年に創立したエンシェント室内管弦楽団（Academy of Ancient Music［略称AAM］）を率いて、オリジナル奏法による古楽器演奏でバロック音楽と古典派音楽から現代の作品にいたるまで、作曲家各々の音楽の在り方を実践した。キャリアを通じて、鍵盤楽器奏者としても活動しており、録音も多い。
ヴォルフガング・アマデウス・モーツァルトの交響曲全集では、オリジナル楽器であるのは勿論だが、音楽学者ザスローの協力の下で、各々の楽器編成から奏法に至るまで原点に立ち返って検討し再現した。また彼は、この時コンサートマスターであったヤープ・シュレーダーと共に指揮をした。彼自身音楽学者であるが、他の音楽の研究者と度々共同作業をしている。
1981年からはアメリカ合衆国でも定期的に指揮を執り、マサチューセッツ州ボストンのヘンデル・ハイドン・ソサイエティ（Handel and Haydn Society）の桂冠指揮者に任命された。1983年から1985年まで、ロンドン・バービカン・センターで催されたモストリー・モーツァルト・フェスティヴァルの芸術監督に着任。1988年から1992年までミネソタ州のセント・ポール室内管弦楽団の音楽監督を務めた。また20世紀の音楽の演奏にも積極的で、晩年はモダン・オーケストラに客演する機会も増えていたが、ピリオド奏法の発想を採り入れたり、20世紀新古典主義音楽（ストラヴィンスキーやヒンデミットなど）の演奏に、バロック音楽や古典派音楽の経験と知識を生かすなど、独自色を出していた。

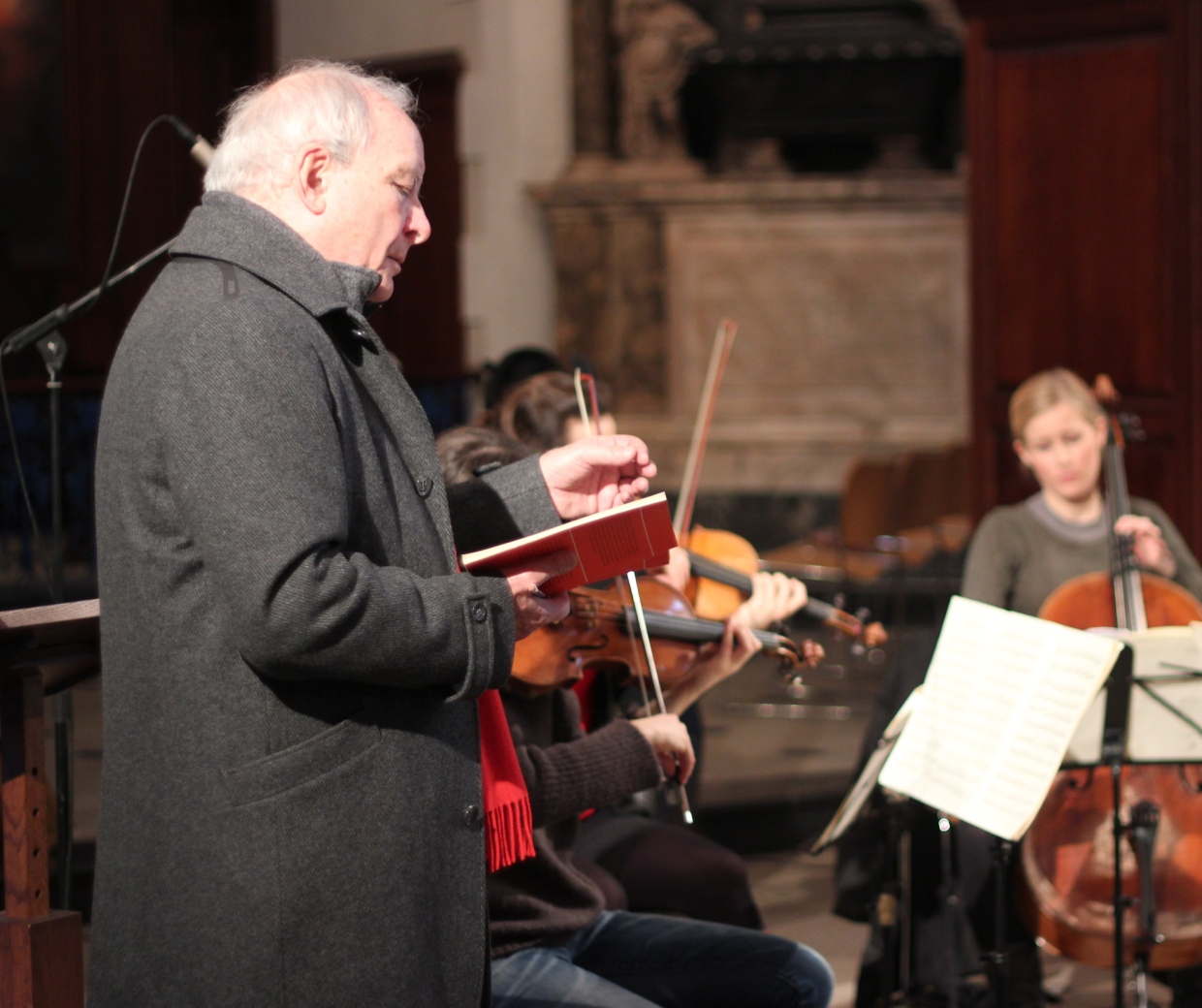
2013年

ホグウッドはオペラ指揮の経験も豊かであった。1983年にミズーリ州セントルイスで『ドン・ジョヴァンニ』を指揮してオペラ・デビューを果たし、ベルリン国立歌劇場、ストックホルム王立歌劇場、コヴェント・ガーデン王立歌劇場などでも活動を続け、オーストラリア・オペラにおいては、1994年に『イドメネオ』、1997年に『皇帝ティートの慈悲』、1997年には『トーリードのイフィジェニー』を指揮した。
1992年から王立音楽アカデミー客員教授。以降、ケンブリッジ大学名誉教授、2006年からはエンシェント室内管弦楽団の音楽監督にチェンバロ奏者のリチャード・エガーが就任し、 ホグウッドは名誉音楽監督の地位となっていた。2014年9月24日、ケンブリッジの自宅にて、脳腫瘍のため死亡した。
ホグウッドは数々の著作があり、代表的な著作として、BBCミュージック・ガイド叢書より『トリオ・ソナタ』（1979年）と、ゲオルク・フリードリヒ・ヘンデルについての大作の評伝『ヘンデル』（1984年、日本語訳は三澤寿喜訳、東京書籍、1991年）がある。
ビゼーの劇付随音楽『アルルの女』をオリジナルの小編成（サクソフォーンは19世紀のオリジナル、自身による楽譜校訂）で録音している。本来戯曲のために書かれた劇場の付属音楽としての本作品に、新たな光を当てた優れた演奏である。ヴィヴァルディの『四季』では従来の出版譜とは異なる資料を用いた新版の校訂を行い、ベーレンライター社から出版されている。

## 評価
NHK交響楽団でオーボエ奏者を務めた茂木大輔は「学者と音楽家を兼任する方は少なくないが、ホグウッド氏のように両方のメリットを生かした楽譜作りができることは稀で、素晴らしいこと」と評している。